# Pons de Tournon
Pons de Tournon, mort le 24 janvier 1112, est un prélat français du XIIe siècle.

## Biographie
Pons de Tournon appartient à une illustre maison de chevalerie du Viennois. Avec ses parents il fonde le monastère de Rochepaule en Vivarais, vers les frontières du Velay, sous la dépendance de l'abbaye de la Chaise-Dieu.
Pons est abbé de l'abbaye de la Chaise-Dieu à partir de 1094. Il est élu évêque du Puy en 1102. Le nouveau prélat entreprend de réduire divers chevaliers de la ville du Puy, qui ont élevé des tours dans leurs maisons et s'en serviraient comme d'autant de forteresses pour tyranniser les peuples. Il est obligé d'avoir recours à la force et à faire la guerre à ces gentilshommes, qui se soumettent enfin et se rendent vassaux de l'Eglise du Puy, moyennant la somme de 10 000 sous du Puy qu'il leur distribua.